# Zarbeling

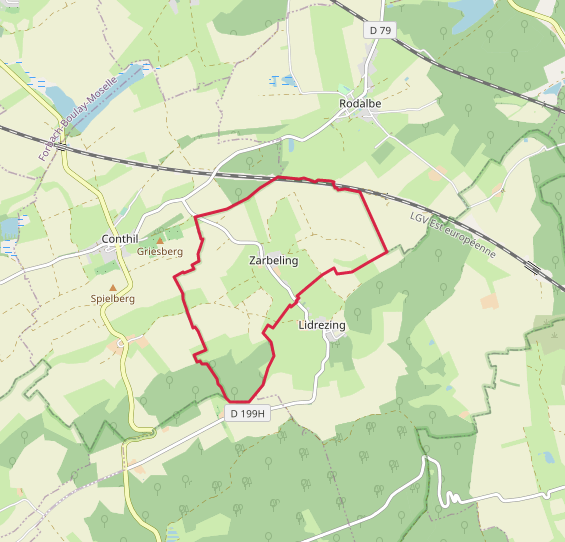
Mapa OpenStreetMap (OSM) de Zarbeling, Moselle

Zarbeling é uma comuna francesa na região administrativa de Grande Leste, no departamento de Mosela. Estende-se por uma área de 3,87 km². Em 2010 a comuna tinha 62 habitantes (densidade: 16 hab./km²).